# Barry Hannah
Barry Hannah (Meridian, 23 aprile 1942 – Oxford, 1º marzo 2010) è stato uno scrittore statunitense.

## Biografia
Nato a Meridian il 23 aprile 1942 dall'agente assicurativo William Hannah e dalla casalinga Elizabeth King Hannah, è cresciuto a Clinton.
Ha conseguito un B.A. al Mississippi College nel 1964 e un M.A. e un M.F.A. all'Università dell'Arkansas rispettivamente nel 1966 e nel 1967. 
Dopo gli studi ha iniziato la sua carriera d'insegnante alla Clemson University e nel 1972 ha esordito nella narrativa con il romanzo picaresco Geronimo Rex prima di trasferirsi per un periodo a Los Angeles a lavorare per il regista Robert Altman.
Autore di 8 romanzi e 5 raccolte di racconti che affrontano temi quali la guerra del Vietnam e la guerra di secessione americana, ha privilegiato la tecnica narrativa del monologo interiore per mettere in risalto gli elementi grotteschi dello stile di vita americano.
È morto a 67 anni a causa di un infarto il 1º marzo 2010 nella sua abitazione a Oxford.

## Opere

### Romanzi
- Geronimo Rex (1972)
- Nightwatchmen (1973)
- Ray (1980)
- The Tennis Handsome (1983)
- Hey Jack! (1987)
- Boomerang (1989)
- Never Die (1991)
- Yonder Stands Your Orphan (2001)

### Raccolte di racconti
- Mezzanotte e non sono ancora famoso (Airships, 1978), Firenze, Giunti, 1994 traduzione di Riccardo Duranti ISBN 88-09-20364-X.
- Captain Maximus (1985)
- Zietta muso di topo (Bats out of Hell, 1993), Firenze, Giunti, 1995 traduzione di Vincenzo Mantovani ISBN 88-09-20621-5.
- High Lonesome (1996)
- Long, Last, Happy: New and Selected Stories (2010)

## Premi e riconoscimenti
National Book Award per la narrativa
- 1973 finalista con Geronimo Rex[8]

Guggenheim Fellowship
- 1983[9]

Premio PEN/Malamud
- 2003 alla carriera[10]